# San Martín Jilotepeque
San Martín Jilotepeque är en kommunhuvudort i Guatemala.   Den ligger i departementet Departamento de Chimaltenango, i den centrala delen av landet, 30 km nordväst om huvudstaden Guatemala City. San Martín Jilotepeque ligger 1 812 meter över havet och antalet invånare är 9 846.
Terrängen runt San Martín Jilotepeque är huvudsakligen kuperad, men den allra närmaste omgivningen är platt. Terrängen runt San Martín Jilotepeque sluttar österut. Runt San Martín Jilotepeque är det ganska tätbefolkat, med 160 invånare per kvadratkilometer. Närmaste större samhälle är Chimaltenango, 14,4 km söder om San Martín Jilotepeque. I omgivningarna runt San Martín Jilotepeque växer huvudsakligen savannskog.